# Copa Santa Catarina de 2024
A Copa Santa Catarina de 2024 (oficialmente, Copa Meridianbet SC 2024, por motivos de patrocínio) foi a 23ª edição desta competição futebolística realizada e organizada pela Federação Catarinense de Futebol. Foi disputada por oito equipes entre os meses de setembro a novembro.
O título da copa ficou com a equipe do Concórdia após vencer o Marcílio Dias na final. O galo do oeste garantiu com o título, a vaga para a Copa do Brasil e para a Recopa Catarinense.

## Regulamento
A competição será dividida em duas fases: a inicial em pontos corridos e a final em jogos de mata-mata.

### Primeira fase e fase final
Na primeira fase todas as equipes enfrentam-se em turno único. Os quatro primeiros colocados classificam-se para os confrontos eliminatórios da segunda fase (semifinais), que contará com jogos de ida e volta. 
A definição dos confrontos se dará pela posição das equipes na tabela, sendo que o 1º colocado enfrentará o 4º e o 2º encarará o 3º colocado. Se os jogos da segunda fase e da final terminarem com placares iguais, o vencedor será conhecido nos pênaltis.
O campeão garante vaga na Copa do Brasil e na Recopa Catarinense.

## Equipes participantes
| Barra-SC | Balneário Camboriú | Dr. Hercílio Luz         | 6 010  | 0        |
| Chapecoense | Chapecó            | Arena Condá              | 20 289 | 1 (2006) |
| Concórdia | Concórdia          | Domingos Machado de Lima | 3 161  | 0        |
| Figueirense | Florianópolis      | Orlando Scarpelli        | 19 584 | 3 (2021) |
| Hercílio Luz | Tubarão            | Aníbal Costa             | 3 570  | 0        |
| Joinville | Joinville          | Arena Joinville          | 22 000 | 5 (2020) |
| Marcílio Dias | Itajaí             | Dr. Hercílio Luz         | 6 010  | 3 (2023) |
| Nação | Araquari           | Arena Joinville          | 22 000 | 0        |
| Barra-SC Chapecoense Concórdia Figueirense Hercílio Luz Joinville Marcílio Dias NaçãoLocalização das equipes participantes. |                    |                          |        |          |

## Primeira fase
| Pos | Equipe        | Pts | J | V | E | D | GP | GC | SG  | Classificação ou descenso |     | HER | CON | CHA | MDI | FIG | BAR | JOI | NAC |
| --- | ------------- | --- | - | - | - | - | -- | -- | --- | ------------------------- | --- | --- | --- | --- | --- | --- | --- | --- | --- |
| 1   | Hercílio Luz  | 19  | 7 | 6 | 1 | 0 | 12 | 4  | +8  | Fase Final                |     | —   | 3–2 |     |     |     | 2–0 |     | 1–0 |
| 2   | Concórdia     | 12  | 7 | 3 | 3 | 1 | 8  | 3  | +5  | Fase Final                |     |     | —   | 0–0 | 0–0 | 3–0 |     |     |     |
| 3   | Chapecoense   | 12  | 7 | 3 | 3 | 1 | 6  | 5  | +1  | Fase Final                |     | 0–0 |     | —   |     |     |     | 1–0 | 1–0 |
| 4   | Marcílio Dias | 10  | 7 | 2 | 4 | 1 | 7  | 6  | +1  | Fase Final                |     | 1–3 |     | 2–0 | —   | 0–0 |     |     | 1–0 |
| 5   | Figueirense   | 9   | 7 | 2 | 3 | 2 | 9  | 7  | +2  |                           |     | 0–1 |     | 2–2 |     | —   | 2–0 |     | 5–1 |
| 6   | Barra-SC      | 5   | 7 | 1 | 2 | 4 | 8  | 11 | −3  |                           |     | 0–2 | 1–2 | 1–1 |     | —   | 2–2 |     |     |
| 7   | Joinville     | 5   | 7 | 0 | 5 | 2 | 8  | 10 | −2  |                           | 1–2 | 0–0 |     | 2–2 | 0–0 |     | —   |     |     |
| 8   | Nação         | 1   | 7 | 0 | 1 | 6 | 4  | 16 | −12 |                           |     | 0–1 |     |     |     | 0–4 | 3–3 | —   |     |

## Fase final
Em itálico, as equipes que disputaram a primeira partida como mandante. Em negrito, as equipes classificadas.
|  | Semifinal           | Semifinal     | Semifinal | Semifinal |   |           | Final | Final | Final | Final |
|  |                     |               |           |           |   |           |       |       |       |       |
|  | Concórdia           | 2             | 4         | 6         |   |           |       |       |       |       |
|  | Chapecoense         | 3             | 1         | 4         |   |           |       |       |       |       |
|  | Chapecoense         | 3             | 1         | 4         |   | Concórdia | 1     | 1     | 2     |       |
|  |                     |               |           |           |   | Concórdia | 1     | 1     | 2     |       |
|  |                     | Marcílio Dias | 1         | 0         | 1 |           |       |       |       |       |
|  | Hercílio Luz        | Marcílio Dias | 1         | 0         | 1 | 0         | 1     | 1 (2) |       |       |
|  | Hercílio Luz        |               |           |           |   | 0         | 1     | 1 (2) |       |       |
|  | Marcílio Dias (pen) | 0             | 1         | 1 (4)     |   |           |       |       |       |       |

## Final

### Jogo de ida
| 12 de novembro | Marcílio Dias | 1 – 1          | Concórdia        | Dr. Hercílio Luz, Itajaí                                     |
| 21:30          | Geovany 25'   | Súmula Borderô | 34' Pedro Arthur | Público: 4 390 Renda: R$ 130.965,00 Árbitro: SC Rafael Traci |

### Jogo de volta
| 16 de novembro | Concórdia    | 1 – 0          | Marcílio Dias | Domingos Machado de Lima, Concórdia                                     |
| 16:00          | Péricles 40' | Súmula Borderô |               | Público: 1 917 Renda: R$ 67.000,00 Árbitro: SC Bráulio da Silva Machado |

## Premiação
| Copa Santa Catarina de 2024    |
| Concórdia                      |
| ------------------------------ |
| Concórdia Campeão (1.º título) |

## Classificação geral
| Pos | Equipes       | Pts | J  | V | E | D | GP | GC | SG  | %  | Zona de classificação                                             |
| --- | ------------- | --- | -- | - | - | - | -- | -- | --- | -- | ----------------------------------------------------------------- |
| 1   | Concórdia     | 19  | 11 | 5 | 4 | 2 | 16 | 8  | +8  | 58 | Campeão e classificado para a Copa do Brasil e Recopa Catarinense |
| 2   | Marcílio Dias | 13  | 11 | 2 | 7 | 2 | 9  | 9  | 0   | 39 | Vice-campeão                                                      |
| 3   | Hercílio Luz  | 21  | 9  | 6 | 3 | 0 | 13 | 5  | +8  | 78 | Eliminados nas semifinais                                         |
| 4   | Chapecoense   | 15  | 9  | 4 | 3 | 2 | 10 | 11 | -1  | 56 | Eliminados nas semifinais                                         |
| 5   | Figueirense   | 9   | 7  | 2 | 3 | 2 | 9  | 7  | +2  | 43 | Eliminados na primeira fase                                       |
| 6   | Barra-SC      | 5   | 7  | 1 | 2 | 4 | 8  | 11 | -3  | 24 | Eliminados na primeira fase                                       |
| 7   | Joinville     | 5   | 7  | 0 | 5 | 2 | 8  | 10 | -2  | 24 | Eliminados na primeira fase                                       |
| 8   | Nação         | 1   | 7  | 0 | 1 | 6 | 4  | 16 | -12 | 5  | Eliminados na primeira fase                                       |

## Público
Médias de público
Estas são as médias de público dos clubes no campeonato. Considera-se apenas os jogos da equipe como mandante com público pagante e não pagante:
| Pos. | Equipe        | Média | Total  | Mandos | Maior | Menor |
| ---- | ------------- | ----- | ------ | ------ | ----- | ----- |
| 1    | Joinville     | 4 644 | 18 577 | 4      | 8 017 | 595   |
| 2    | Marcílio Dias | 2 732 | 16 393 | 6      | 4 390 | 1 168 |
| 3    | Figueirense   | 1 685 | 6 740  | 4      | 2 078 | 906   |
| 4    | Chapecoense   | 1 149 | 4 595  | 4      | 1 848 | 649   |
| 5    | Hercílio Luz  | 977   | 3 909  | 4      | 2 036 | 487   |
| 6    | Concórdia     | 905   | 4 525  | 5      | 1 917 | 323   |
| 7    | Nação         | 559   | 1 676  | 3      | 1 316 | 117   |
| 8    | Barra-SC      | 421   | 1 683  | 4      | 883   | 130   |